# Marc Meiling
Marcus „Marc” Meiling (ur. 22 marca 1962 w Stuttgarcie) – niemiecki judoka. Srebrny medalista olimpijski z Seulu.
Reprezentował barwy Republiki Federalnej Niemiec. Zawody w 1988 były jego drugimi igrzyskami olimpijskimi, debiutował w 1984. Trzykrotnie stawał na podium mistrzostw świata, zdobywając brąz w 1989, 1991 i 1993. Na mistrzostwach Europy sięgnął po srebro w 1990 i brąz w 1987 i 1989. Startował w Pucharze Świata w latach 1991–1996. Jako senior wywalczył cztery tytułów mistrza kraju.